# Crocidura narcondamica
Crocidura narcondamica (білозубка наркондамська) — вид роду білозубка (Crocidura) родини мідицеві (Soricidae). Новий вид відомий лише на острові Наркондам, архіпелазі Андаман і Нікобар, в Бенгальській затоці, Індія. Його було зібрано з прибережного лісу вздовж узбережжя на висоті 11 м. У середовищі проживання не спостерігалось антропогенних порушень, окрім поста охорони. Вид виявлений використовуючи як морфологічний, так і молекулярний підходи. C. narcondamica має середні розміри і має чітко виражену зовнішню морфологію (темно-сіре щільне хутро з товстим темним хвостом) і черепно-зубні ознаки (черепна коробка округла та піднята зі слабкими ламбдоїдальними гребенями) у порівнянні з іншими близькими спорідненими. Новий вид виявляє значну генетичну відстань (12,02% до 16,61%) до інших видів Crocidura, відомих з материкової частини Індії, архіпелагу Андаман і Нікобар, М'янми та з Суматри.